# 김용채
김용채(金鎔采, 1932년 10월 5일 ~ )는 대한민국의 군인 출신 정치인이다. 대한민국 육군 예비역 소령이다. 본관은 안산, 호는 연곡(蓮谷)이다.
1951년 육군 갑종장교로 대한민국 육군 소위 임관한 그는 10년 후 1961년 5·16 군사정변 당시 박정희와 함께 한강 인도교를 넘어온 일명 "혁명동지" 중 한 사람이었고, 그 인연으로 7대 총선에서 민주공화당 전국구 국회의원으로 정계에 입문해 이 후 9, 12, 13대 국회의원을 지낸다.
1992년 3월 24일의 14대 총선에서 민주당의 임채정을 36표 차로 꺾고 5선의 고지에 오르나, 4개월 뒤에 치러진 재검표에서 임채정의 득표 100표 한 다발이 그의 표로 판정된 것이 드러나면서 172표차로 석패해 국회를 떠나게 된다.
그는 이후 1995년 12월 15일에서 1996년 1월 23일까지 신한국당 시민행정특보위원을 지냈고 1996년 1월 23일을 기하여 신한국당 탈당 직후 1996년 2월 3일을 기하여, 자유민주연합에 입당하여 서울 노원구 구청장(1996년), 한국토지공사 사장(2000년)을 거쳐 2001년 8월에 건설교통부 장관에 입각하나 소속당 자민련이 임동원 통일부 장관 해임안에 한나라당, 민주국민당과 공조함에 따라 DJP연합이 붕괴해 불과 17일 만에 장관에서 물러나는 비운을 겪고 정계를 은퇴했다.
여담으론 태권도 공인 8단이다.

## 학력
- 대한민국 육군보병학교 졸업
- 조선대학교 경제학과 학사

### 비학위 수료
- 연세대학교 행정대학원 고위정책과정 수료
- 광운대학교 경영대학원 최고경영자과정 수료

### 명예 박사 학위
- 용인대학교 명예 이학박사

## 방송 출연
- 2001년 KBS 2TV 슈퍼TV 일요일은 즐거워 출발 드림팀

## 역대 선거 결과
|  | 25.93% |

|  | 50.6% |

|  | 0% |

|  | 18.92% |

|  | 30.79% |

|  | 32.91% |

|  | 26.39% |

|  | 54.1% |

## 가족 관계
婦 인옥희
- 장남 : 김응규 (사망 2019년 7월 22일), 婦 전옥하, 장남 김성재(婦 김혜나) 장녀 김희재
- 차남 : 김응삼, 婦 윤정우, 장녀 김윤성(夫 배준휘), 차녀 김소연(夫 정두호), 장남 김홍재
- 삼남 : 김응대
- 장녀 : 김문정

## 소속 정당
| 소속 정당 | 소속 정당    | 소속 기간 | 비고           |
| --------- | ------------ | --------- | -------------- |
|           | 민주공화당   | 1963~1980 | 창당 정계 입문 |
|           | 무소속       | 1980~1984 | 정당 해산      |
|           | 한국국민당   | 1984~1987 | 입당           |
|           | 무소속       | 1987      | 탈당           |
|           | 신민주공화당 | 1987~1990 | 창당           |
|           | 민주자유당   | 1990~1995 | 합당           |
|           | 신한국당     | 1995~1996 | 당명 변경      |
|           | 무소속       | 1996      | 탈당           |
|           | 자유민주연합 | 1996~2000 | 입당           |
|           | 무소속       | 2000~2001 | 탈당           |
|           | 자유민주연합 | 2001~2006 | 복당 정계 은퇴 |
|           | 한나라당     | 2006      | 합당           |
|           | 무소속       | 2006~현재 | 탈당           |

## 같이 보기
- 포천군·가평군·연천군
- 포천군의 국회의원
- 가평군의 국회의원
- 연천군의 국회의원
- 연천군·포천군·가평군·양평군
- 양평군의 국회의원
- 연천군·포천군·가평군
- 노원구 을
- 서울 노원구의 국회의원
- 노원구청장
- 대한민국의 특임장관
- 대한민국의 국무총리비서실장
- 대한민국의 국토교통부 장관